# Estádio Artemas Santos
O Estádio Artemas Santos, também conhecido como Binezão, é um estádio de futebol localizado na cidade de Santa Inês, no estado do Maranhão, tem capacidade para 9.146 pessoas e pertence à Prefeitura Municipal.